# Amagergade
Amagergade er en gade på Christianshavn i København. Gaden var en del af den oprindelige opførelse af den nye by Christianshavn, og husene er blandt de ældst bevarede i byen.
Den danske serie Huset på Christianshavn foregik i gaden og skønt der er tale om studieoptagelser er alle udendørsscener optaget i gaden, og det gamle skilt med Rottehullet hænger der endnu.
Den tidligere statsminister Anker Jørgensen er opvokset i denne gade og har kritiseret Huset på Christianshavn for at være for virkelighedsfjern.